# Шверикас, Вячеслав Николаевич
Вячеслав Николаевич Шверикас (3 февраля 1961 — 23 июня 2021) — член Совета Федерации Федерального Собрания Российской Федерации, представитель от исполнительного органа государственной власти Республики Адыгея, член партии «Единая Россия» (2004—2017).

## Биография
Представитель в Совете Федерации Федерального Собрания РФ от исполнительного органа государственной власти Республики Адыгея (дата подтверждения полномочий: 28 января 2004 г., срок окончания полномочий: сентябрь 2017 г.), был членом Комитета Совета Федерации по финансовым рынкам и денежному обращению, членом Комиссии Совета Федерации по информационной политике и Комиссии Совета Федерации по контролю за обеспечением деятельности Совета Федерации; с апреля 2012 г. по сентябрь 2017 членом Комитета Совета Федерации по экономической политике.
Родился 3 февраля 1961 г.;
В 1984 г. окончил экономический факультет Ленинградского государственного университета (ЛГУ) им. А. А. Жданова,
В 2005 г. окончил Дипломатическую академию Министерства Иностранных дел Российской Федерации;
После окончания Ленинградского государственного университета работал на производстве, затем — в органах исполнительной власти Санкт-Петербурга;
Работал начальником общего отдела Главного контрольного управления Администрации Президента РФ;
Работал в Аппарате Правительства РФ, в Министерстве финансов РФ (на время избрания сенатором — руководитель Департамента управления делами и кадров Минфина России);
Награждён медалью «В память 300-летия Санкт-Петербурга» (2003).
Награждён Почётной грамотой Совета Федерации.
В 2018 году поддержал повышение пенсионного возраста.
10 сентября 2017 года Олег Селезнёв указом Главы Республики Адыгея наделён полномочиями члена Совета Федерации ФС РФ — представителем от исполнительного органа государственной власти Республики Адыгея.
Умер 23 июня 2021 года после тяжелой и продолжительной болезни.

## Награды
- Медаль «МПА СНГ. 25 лет» (27 марта 2017 года, Межпарламентская ассамблея СНГ) — за заслуги в деле развития и укрепления парламентаризма, за вклад в развитие и совершенствование правовых основ функционирования Содружества Независимых Государств, укрепление международных связей и межпарламентского сотрудничества[4].